# Càlcul tensor
En matemàtiques, el càlcul tensor, l'anàlisi tensor o el càlcul de Ricci és una extensió del càlcul vectorial als camps de tensors (tensors que poden variar en una varietat, per exemple en l'espaitemps).
Desenvolupat per Gregorio Ricci-Curbastro i el seu alumne Tullio Levi-Civita, va ser utilitzat per Albert Einstein per desenvolupar la seva teoria general de la relativitat. A diferència del càlcul infinitesimal, el càlcul tensoral permet la presentació d'equacions físiques en una forma que és independent de l'elecció de les coordenades de la varietat.
El càlcul tensor té moltes aplicacions en física, enginyeria i informàtica, incloent elasticitat, mecànica de continus, electromagnetisme (vegeu descripcions matemàtiques del camp electromagnètic), relativitat general (vegeu matemàtiques de la relativitat general), teoria quàntica de camps i aprenentatge automàtic.
Treballant amb un principal defensor del càlcul exterior Elie Cartan, l'influent geòmetre Shiing-Shen Chern resumeix el paper del càlcul tensoral:
"En el nostre tema de geometria diferencial, on parles de varietats, una dificultat és que la geometria es descriu per coordenades, però les coordenades no tenen significat. Se'ls permet la transformació. I per gestionar aquest tipus de situacions, una eina important és l'anomenada anàlisi tensor, o càlcul de Ricci, que era nou per als matemàtics. En matemàtiques tens una funció, escriu la funció, calcules, o sumes, o multipliques, o pots diferenciar. Tens una cosa molt concreta. En geometria, la situació geomètrica es descriu amb nombres, però podeu canviar els vostres nombres arbitràriament. Per tant, per gestionar-ho, necessiteu el càlcul de Ricci."
La notació tensor permet l'índex superior d'un objecte que es pot confondre amb les operacions de potència normals de la sintaxi matemàtica convencional. Per exemple, en la sintaxi matemàtica normal, {\displaystyle e=mc^{2}=mcc}, tanmateix, en la sintaxi del tensor, s'hauria d'utilitzar un parèntesi al voltant d'un objecte abans d'elevar-lo a una potència per desambiguar l'ús d'un índex tensor en comparació amb una operació de potència normal. En la sintaxi del tensor escriurem, {\displaystyle e=m(c^{1})^{2}=m(c^{1})(c^{1})} i {\displaystyle e=m(c^{2})^{2}=m(c^{2})(c^{2})}. El nombre del parèntesi interior distingeix el component contravariant on el nombre del parèntesi exterior distingeix el poder per augmentar les quantitats. Per descomptat, això és només una equació arbitrària, podríem haver especificat que c no és un tensor i saber que aquesta variable en particular no necessita un parèntesi al seu voltant per portar la qualitat c a una potència de 2, però, si c fos un vector, llavors es podria representar com un tensor i aquest tensor s'hauria de distingir dels índexs matemàtics normals que indiquen elevar una quantitat a una potència.